# Нижние Кайракты
Нижние Кайракты (каз. Төменгі Қайрақты) — село в Шетском районе Карагандинской области Казахстана. Административный центр Нижнекайрактинского сельского округа. Код КАТО — 356463100.

## Население
| Численность населения | Численность населения | Численность населения | Численность населения | Численность населения |
| 1970                  | 1979                  | 1989                  | 1999                  | 2009                  |
| --------------------- | --------------------- | --------------------- | --------------------- | --------------------- |
| 2201                  | ↘1894                 | ↗2524                 | ↘1041                 | ↘787                  |

В 1999 году население села составляло 1041 человек (515 мужчин и 526 женщин). По данным переписи 2009 года, в селе проживало 787 человек (416 мужчин и 371 женщина).

## История
Основан как населённый пункт при Кайрактинском месторождение свинца и барита. Месторождение разрабатывалось открытым способом, глубина карьера составляла 210 метров. В качестве технологического транспорта использовались самосвалы БелАЗ и КрАЗ. Работали экскаваторы ЭКГ-4 и станки шарошечного бурения СБШ-250.